# دیدل-دی پروداکشنز
دیدل-دی پروداکشنز (انگلیسی: Deedle-Dee Productions) یک شرکت آمریکایی تهیه کننده تلویزیونی است که توسط گرگ دنیلز تاسیس شد. این شرکت برای مجموعه‌هایی مانند پادشاه تپه ، اداره ، پارک‌ها و تفریحات شناخته شده است.